# Musée de la flotte de la mer Noire de Sébastopol
Le musée de la flotte de la mer Noire de Russie (Музе́й Черномо́рского фло́та Росси́и) est un musée d'histoire militaire situé à Sébastopol en Crimée. Depuis 2020, il s'agit d'une filiale du musée central de la Marine de guerre Pierre le Grand de Saint-Pétersbourg.

## Historique

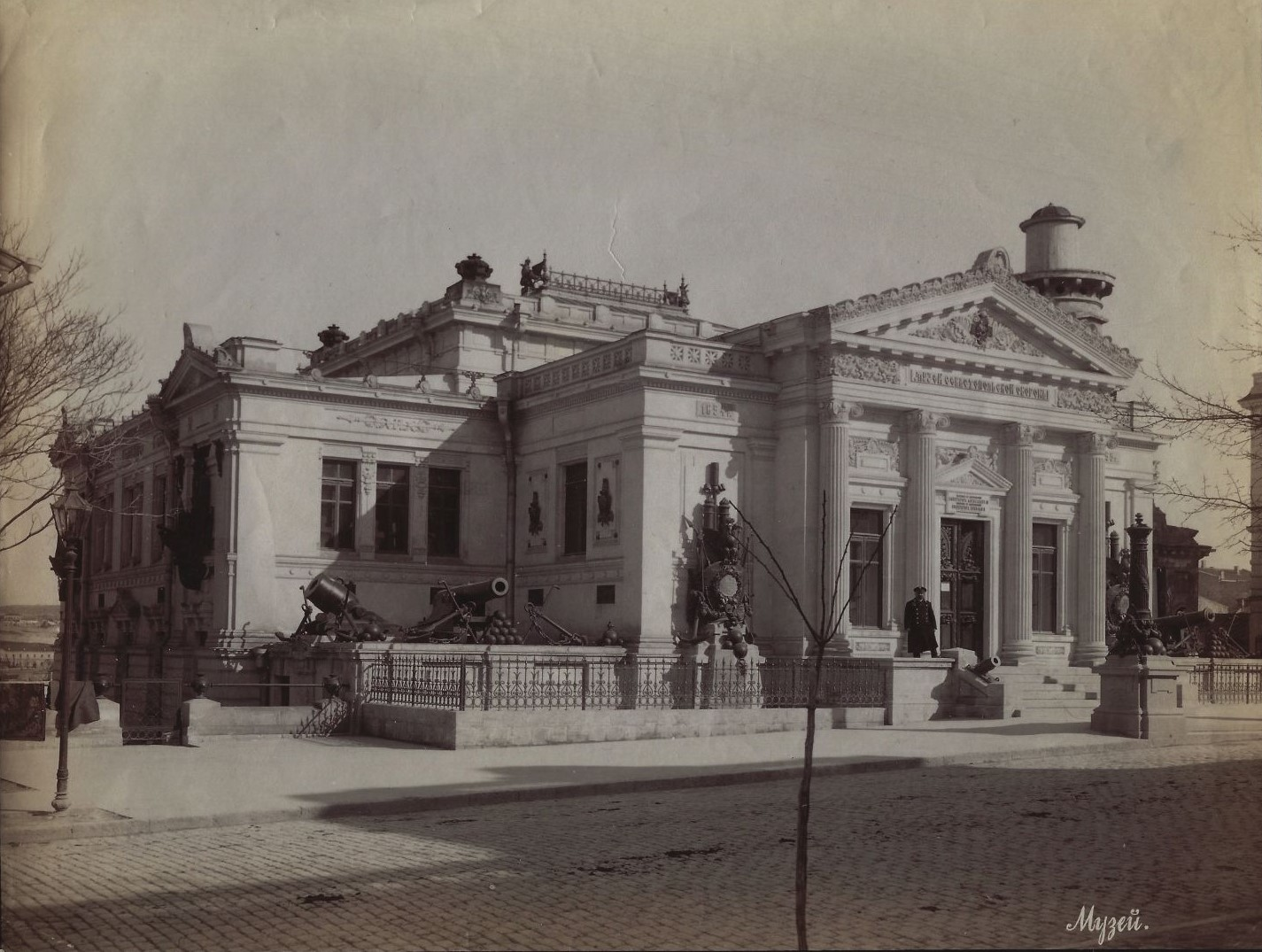
Мusée de la Défense de Sébastopol. Fin du XIXe siècle.

Le musée de la flotte Noire de Sébastopol tire son origine du musée de la Défense de Sébastopol de 1854-1855. Ce musée est fondé à l'initiative des défenseurs de Sébastopol pendant la Guerre de Crimée et sous la protection de l'empereur Alexandre II. Il ouvre le 14 septembre (ancien style) 1869, rue Catherine, dans cinq salles d'exposition installées dans la maison d'un chef de la première défense de Sébastopol, le général Édouard Totleben. Le comité pour la collecte de fonds pour l'ouverture du musée est le lieutenant général P.K. Menkov, rédacteur du journal d'informations militaires, L'Invalide russe («Русский инвалид»)
Le 1er décembre 1869, l'empereur Alexandre II a publié un oukaze sur le transfert « pour les temps éternels » au musée de Sébastopol du domaine du village d'Emir dans la province de Tauride et l'ouïezd de Berdiansk  d'une superficie de 1936 déciatines. Cela donne des moyens financiers au musée. Le musée est placé sous le patronage du grand-duc Alexandre Mikhaïlovitch de Russie. L'on construit aussi en 1874 sous l'égide du musée un asile pour invalides de guerre, une école de 40 élèves (devenue plus tard, école artisanale), une école de 300 élèves pour la paroisse Sainte-Xénia de Sébastopol, et une école de tissage de paille pour jeunes filles.
Dans les années 1890, il est nécessaire de trouver de nouveaux locaux pour le musée. L'empereur Alexandre III fait don d'un terrain de 1 260 m2 rue Catherine (aujourd'hui rue Lénine) Les travaux commencent le 28 juin 1892 et s'achèvent le 5 octobre 1895; l'édifice est bâti selon les plans de l'académicien Alexandre Kotchetov pour un coût de 150 000 roubles dont 100 000 sont dus à divers organismes navals et militaires. Il est de style néoclassique avec des décorations de bronze et de fonte. Sur la façade d'honneur, l'insigne de Sébastopol est figuré avec sa croix et le chiffre 349, correspondant aux jours du siège. Les façades de côté sont décorées d'armatures de fonte, représentant des détails de bateaux à voile, des canons, couverts de bannières de bronze. La décoration des façades et de l'intérieur sont de la main du sculpteur odessite Boris Edwards. Le premier conservateur est nommé en la personne du capitaine de 2e rang, Nikolaï Kostomarov, chevalier de l'ordre de Saint-Georges et à l'époque du siège, commandant de la batterie no 38,.
Après la chute de la monarchie et la guerre civile, le musée est refait, et l'on ajoute des pièces d'exposition concernant des événements de l'histoire de la flotte de la mer Noire entre 1905 et 1917. En 1926, le musée est partagé en deux départements, au rez-de-chaussée, le musée de la Révolution et au premier étage, le musée de la Guerre de Crimée. En 1932, le musée est réorganisé: les deux départements deviennent des musées autonomes. Le musée de la Révolution et le musée de la Guerre de Crimée. En 1940, les musées sont de nouveau réunis sous la subordination du musée central de la marine de guerre de Léningrad.
Dans la période du 2e siège de Sébastopol par la Wehrmacht pendant la Grande Guerre patriotique, le musée n'est pas fermé au début, les pièces d'exposition de plus de valeur sont évacuées à Bakou, puis à Oulianovsk. La partie restante des pièces d'exposition est évacuée dans la galerie de peinture de Sébastopol (aujourd'hui musée des beaux-arts de Sébastopol), car l'édifice du musée de la flotte de la mer Noire est en partie endommagé. Après la libération de Sébastopol des armées allemandes et roumaines hitlériennes, l'édifice est restauré et retrouve ses pièces d'exposition. Il rouvre le 15 août 1948, présentant l'histoire de la flotte de la mer Noire de 1783 à 1945.
Depuis le 31 décembre 2020, le musée est une filiale du musée central de la Marine de guerre de Saint-Pétersbourg.
Le nombre de visiteurs annuel est d'environ 80 000 personnes. Le conservateur-en-chef du musée est le capitaine de 3e rang Sergueï Solinski.

## Collections
Le musée réunit dès l'origine des objets personnels de défenseurs de Sébastopol, comme l'amiral Kornilov et l'amiral Nakhimov, des tableaux de peintres russes comme Aïvazovski et Roubaud. Plus tard, un tableau de la collection de l'empereur Alexandre II, peint par Aïvazovski, est donné au musée, des grands-ducs offrent le sabre du commandant de l'escadron turc Osman Pacha et le télescope de l'amiral Nakhimov. La veuve de l'amiral Lazarev fait don de ses décorations au musée. Le catalogue de 1913 recense plus de deux mille objets et, au milieu des années 2000, le musée compte plus de trente mille objets d'exposition.

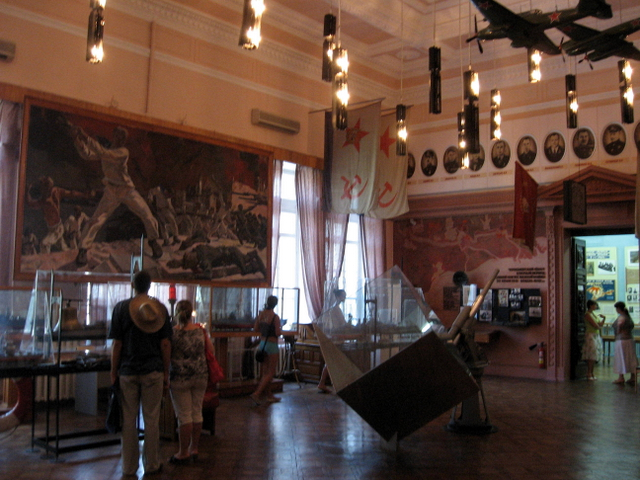
Une des salles du musée
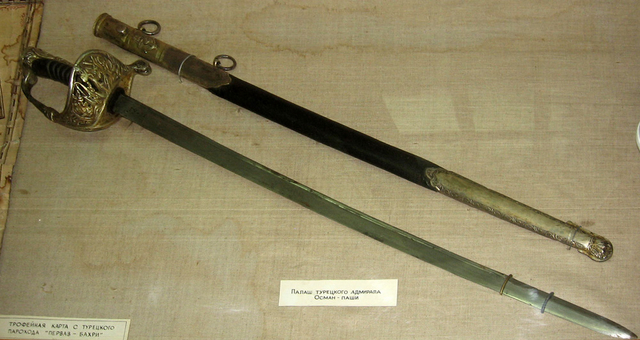
Sabre de l'amiral turc Osman Pacha donné par lui à l'amiral russe Pavel Nakhimov, après la bataille de Sinope
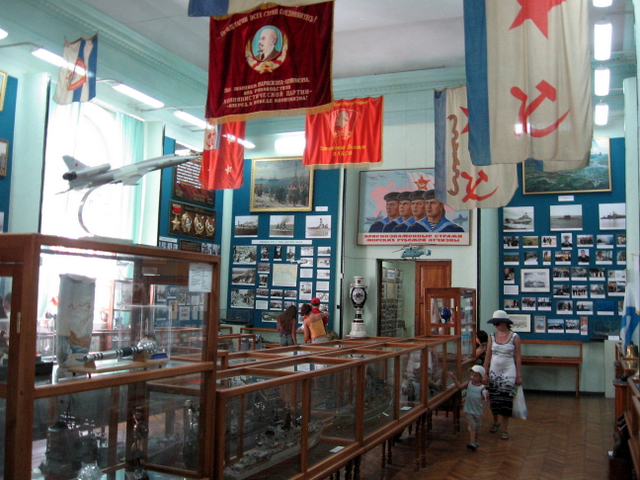
Salle consacrée à l'histoire de la flotte de la mer Noire pendant la période soviétique

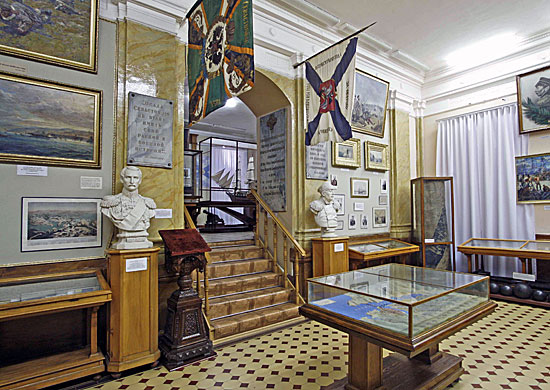
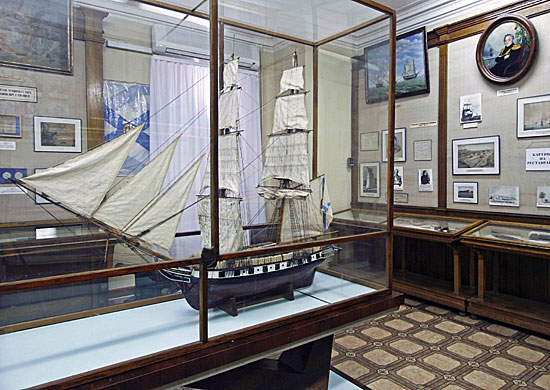
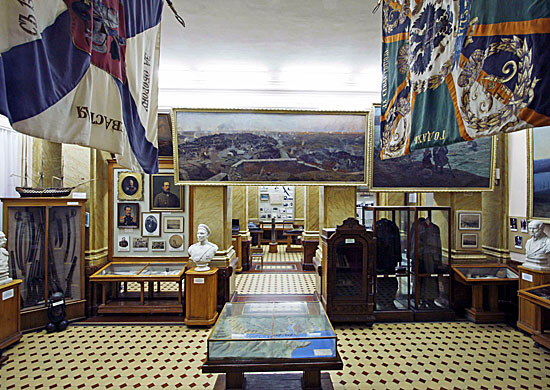
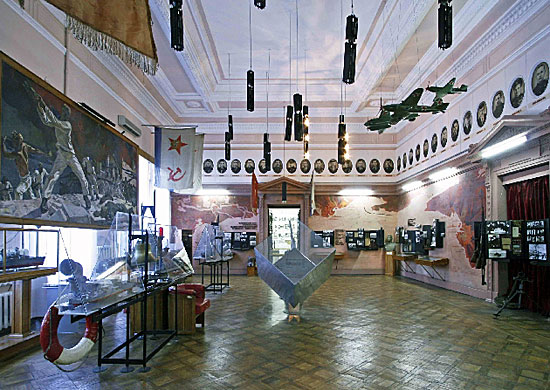